# Wimbledon 1929
De 49e editie van het Britse grandslamtoernooi, Wimbledon 1929, werd gehouden van maandag 24 juni tot en met zaterdag 6 juli 1929. Voor de vrouwen was het de 42e editie van het Britse graskampioenschap. Het toernooi werd gespeeld bij de All England Lawn Tennis and Croquet Club in de wijk Wimbledon van de Britse hoofdstad Londen.
De Fransman Henri Cochet won de titel.
De Amerikaanse Helen Wills verdedigde haar titel met succes.
Op de enige zondag tijdens het toernooi (Middle Sunday) werd traditioneel niet gespeeld. Het toernooi werd uitgespeeld op een dinsdag.

## Belangrijkste uitslagen
Mannenenkelspel

Finale: Henri Cochet (Frankrijk) won van Jean Borotra (Frankrijk) met 6–4, 6–3, 6–4 
Vrouwenenkelspel

Finale: Helen Wills (Verenigde Staten) won van Helen Jacobs (Verenigde Staten) met 6-1, 6-3 
Mannendubbelspel

Finale: Wilmer Allison (Verenigde Staten) en John Van Ryn (Verenigde Staten) wonnen van Ian Collins (Verenigd Koninkrijk) en Colin Gregory (Verenigd Koninkrijk) met 6–4, 5–7, 6–3, 10–12, 6–4 
Vrouwendubbelspel

Finale: Peggy Saunders (Verenigd Koninkrijk) en Phoebe Watson (Verenigd Koninkrijk) wonnen van Eileen Bennett (Verenigd Koninkrijk) en Dorothy Shepherd-Barron (Verenigd Koninkrijk) met 6–4, 8–6 
Gemengd dubbelspel

Finale: Helen Wills (Verenigde Staten) en Francis Hunter (Verenigde Staten) wonnen van Ian Collins (Verenigd Koninkrijk) en Joan Fry (Verenigd Koninkrijk) met 6-1, 6-4  
Een juniorentoernooi werd voor het eerst in 1947 gespeeld.